# LOtUSFLOW3R
Lotusflower (gestileerd als LOtUSFLOW3R) is een cd-set van de Amerikaanse popartiest Prince.
De set was vanaf 24 maart 2009 te downloaden via de website lotusflow3r.com (na betaling van een jaarabonnement van 77 dollar). In de Verenigde Staten was de set vanaf 29 maart exclusief te koop in filialen van de winkelketen Target en later ook via onlinemuziekwinkels. In en vanaf de weken daarop was de set ook in Europa te verkrijgen.
Lotusflower werd uitgebracht als een dubbelalbum, dat het gelijknamige Prince-album Lotusflower en het Prince-album MPLSound (gestileerd als MPLSoUND) bevat, en als triple-album, met als derde cd het album Elixer van zijn protegee Bria Valente.

## Lotusflower
Lotusflower wordt gekenmerkt door een mengeling van gitaarrock, psychedelische rock, funk en jazz.
Het album begint met het instrumentale From the Lotus..., waar de gitaar gelijk prominent aanwezig is en wat als een voorbode dient voor de rest van het materiaal. Na dit instrumentale intro volgt het nummer Boom, een mengeling van psychedelische rock en funkrock. Hier op volgt meteen het eveneens psychedelische rocknummer Crimson and Clover. Dit betreft een coverversie van een nummer uit 1968 van Tommy James and the Shondells. Het refrein komt daarentegen van Chip Taylors Wild Thing, onder andere ook bekend van Jimi Hendrix. Ook al blijft Prince in de coupletten vrij dicht bij het origineel, de gitaarsolo's en het refrein zorgen ervoor dat het een Prince-eigen nummer is. Crimson and Clover was trouwens om onbekende redenen niet te vinden op de download-uitgave. Hier is deze vervangen door het kortere melodieuze The Morning After en valt qua stijl en sfeer niet te vergelijken met Crimson and Clover.
Het album gaat verder met het aanvankelijk luchtige en melodieuze 4Ever dat zijn climax beleeft met een korte gitaarsolo. Hier op volgt Colonized Mind, een slepend, sterk door gitaar gedomineerd psychedelisch rocknummer. Tekstueel heeft het nummer een maatschappelijk en religieus thema. Prince heeft het met behulp van een vervormde stem, en de computertermen upload en download over zaken die wat hem betreft niet ("upload") en wel ("download") in de haak zijn.
Hierna volgen enkele niet-rocknummers. Als eerste volgt het opzwepende door blazers gedomineerde funky Feel Good, Feel Better, Feel Wonderful. Hierna volgt de enige echte ballad, het jazz-achtige Love Like Jazz. Het nummer eindigt echter met een rustig rock-achtig segment en gaat over in 77 Beverly Park. Dit instrumentale nummer kent aanvankelijk een vervormde echo van het voorgaande nummer dat abrupt overgaat in enkele gitaargeluiden, met op de achtergrond het geluid van een hijgende vrouw. Het eigenlijke nummer begint echter eveneens abrupt en betreft een rustig Spaans gitaarnummer.
Het rockgehalte wordt vervolgd met Wall of Berlin. Het nummer begint vrij luchtig, maar wordt al snel afgewisseld met Hendrix-achtige gitaarrock, waarmee het ook uitgebreid eindigt. Hierna gaat het album verder met het laatste funknummer van het album, $ (Money). Het betreft een dansbaar en flink door blazers gedomineerd nummer, inclusief Maceo Parker. De toonhoogte van Prince zijn zangstem is kunstmatig verhoogd, bekend van zijn vroegere alter ego Camille.
Het volgende nummer, Dreamer, is een zwaar en slepend Hendrix-achtig gitaarrocknummer. Dit tekstueel maatschappelijke nummer is het sterkst gitaargeoriënteerde nummer van Lotusflower. Het album eindigt met het instrumentale psychedelische gitaarwerk op ...Back to the Lotus.

### Tracklist
| 1.  | From the Lotus...                      | 2:47 |
| 2.  | Boom                                   | 3:19 |
| 3.  | Crimson and Clover                     | 3:48 |
| 3.  | The Morning After                      | 2:06 |
| 4.  | 4Ever                                  | 3:48 |
| 5.  | Colonized Mind                         | 4:48 |
| 6.  | Feel Good, Feel Better, Feel Wonderful | 3:53 |
| 7.  | Love Like Jazz                         | 3:50 |
| 8.  | 77 Beverly Park                        | 3:04 |
| 9.  | Wall of Berlin                         | 4:17 |
| 10. | $                                      | 3:57 |
| 11. | Dreamer                                | 5:31 |
| 12. | ...Back to the Lotus                   | 5:35 |

1. ↑  Crimson and Clover staat alleen op de fysieke cd-uitgave.
2. ↑  The Morning After staat alleen op de download-uitgave.

## MPLSound
MPLSound wordt gekenmerkt door een mengeling van pop, soul, funk en elektronica.
Het nummer Chocolate Box bevat een rap van de New Yorkse rapper Q-Tip. U're Gonna C Me is een heropname van de versie die op het album One Nite Alone... uit 2002 staat.

### Tracklist
| 1. | There'll Never B (Another like Me)   | 6:02 |
| 2. | Chocolate Box                        | 6:14 |
| 3. | Dance 4 Me                           | 4:59 |
| 4. | U're Gonna C Me                      | 4:36 |
| 5. | Here                                 | 5:15 |
| 6. | Valentina                            | 3:59 |
| 7. | Better with Time                     | 4:54 |
| 8. | Ol' Skool Company                    | 7:30 |
| 9. | No More Candy 4 U (verborgen nummer) | 4:15 |

## Elixer

### Tracklist
| 1.  | Here Eye Come             | 4:28 |
| 2.  | All This Love             | 4:39 |
| 3.  | Home                      | 4:26 |
| 4.  | Something U Already Know  | 5:44 |
| 5.  | Everytime                 | 3:50 |
| 6.  | 2Nite                     | 5:02 |
| 7.  | Another Boy               | 3:56 |
| 8.  | Kept Woman                | 4:15 |
| 9.  | Immersion                 | 4:02 |
| 10. | Elixer (samen met Prince) | 4:00 |

## Hitnotering
| Lotusflower/MPLSound/Elixer in de Nederlandse Album Top 100 – binnen: 18-04-2009 | Lotusflower/MPLSound/Elixer in de Nederlandse Album Top 100 – binnen: 18-04-2009 | Lotusflower/MPLSound/Elixer in de Nederlandse Album Top 100 – binnen: 18-04-2009 | Lotusflower/MPLSound/Elixer in de Nederlandse Album Top 100 – binnen: 18-04-2009 | Lotusflower/MPLSound/Elixer in de Nederlandse Album Top 100 – binnen: 18-04-2009 | Lotusflower/MPLSound/Elixer in de Nederlandse Album Top 100 – binnen: 18-04-2009 | Lotusflower/MPLSound/Elixer in de Nederlandse Album Top 100 – binnen: 18-04-2009 | Lotusflower/MPLSound/Elixer in de Nederlandse Album Top 100 – binnen: 18-04-2009 | Lotusflower/MPLSound/Elixer in de Nederlandse Album Top 100 – binnen: 18-04-2009 |
| Week                                                                             | 01                                                                               | 02                                                                               | 03                                                                               | 04                                                                               | 05                                                                               | 06                                                                               | 07                                                                               |                                                                                  |
| -------------------------------------------------------------------------------- | -------------------------------------------------------------------------------- | -------------------------------------------------------------------------------- | -------------------------------------------------------------------------------- | -------------------------------------------------------------------------------- | -------------------------------------------------------------------------------- | -------------------------------------------------------------------------------- | -------------------------------------------------------------------------------- | -------------------------------------------------------------------------------- |
| Nummer                                                                           | 23                                                                               | 24                                                                               | 37                                                                               | 31                                                                               | 64                                                                               | 58                                                                               | 70                                                                               | uit                                                                              |